# Toto Bissainthe
Marie Clotilde "Toto" Bissainthe (1934 - 4 tháng 6 năm 1994) là một nữ diễn viên và ca sĩ người Haiti nổi tiếng với sự pha trộn sáng tạo giữa dòng nhạc Vodou truyền thống và các chủ đề cùng âm nhạc nông thôn với chất trữ tình và cấu trúc đương đại. Sinh ra ở Cap-Haïtien vào năm 1934, bà rời Haiti từ khi còn nhỏ để theo đuổi việc học diễn xuất ở nước ngoài. Sự nghiệp của bà bắt đầu ở nhà hát với công ty Les Griots, trong đó bà là thành viên sáng lập vào năm 1956. Griots là tiên phong của các tổ chức văn hóa lấy cảm hứng từ Pháp, và là công ty nhà hát châu Phi đầu tiên ở Paris.
The Griots là đoàn kịch đã trình diễn vở kịch đầu tiên của Jean Genet "The Blacks". Bà cũng làm việc với nhà viết kịch Samuel Beckett và đạo diễn Roger Blin và diễn xuất trong một số bộ phim.
Với màn trình diễn đột phá vào năm 1973 tại La vieille grille ở Paris, Toto Bissainthe đã tự mình trở thành nhà soạn nhạc, nhạc sĩ gây ấn tượng với khán giả bằng những bản phối đầy tâm hồn của các tác phẩm nguyên bản, tỏ lòng tôn kính với cuộc sống, đấu tranh, khổ sở và tâm linh với các tác phẩm về giai cấp và nông thôn Haiti.
Ca sĩ kiêm diễn viên Toto Bissainthe được nhiều người công nhận là nhà vô địch âm nhạc Haiti ở nước ngoài.
Với tư cách là nghệ sĩ lưu vong, Toto Bissainthe sẽ không thể trở lại Haiti, điều đó đã truyền cảm hứng cho bà cho đến khi Jean-Claude Duvalier ra đi vào năm 1986. Tuy nhiên, chuỗi sự thất vọng về quá trình chuyển đổi dân chủ và đấu tranh chính trị không ngừng thúc đẩy người nghệ sĩ thẳng thắn, người đã mơ ước trở lại để giúp xây dựng lại quê hương. Đáng buồn vì sự xuống cấp chính trị và xã của Haiti, sức khỏe của Toto Bissaint suy yếu và bà mất vì tổn thương gan vào ngày 4 tháng 6 năm 1994. Nguyên nhân được gia đình bà cho cho biết.

## Danh sách đĩa hát
- Toto à New York (Chango, 1975)
- Toto chante Haïti (Arion, 1977, Prix de la chanson TF1 1978, reissued 1989)
- Haïti Chanté - Chant du Monde (reissued, 1995)
- Coda (reissued, 1996)
- World Network Vol. 43: Haiti (with Ti Koka) (World Network, 1999)
- Rétrospective (Créon Music, 2006)

## Danh mục
"Toto (Marie-Clotilde) Bissainthe" pp 153–159 in Mémoire de femmes by Jasmine Claude-Narcisse, UNICEF Haïti, 1997

## Danh sách phim
- Les tripes auolesil, 1959.
- Le théâtre de la jeunesse: La case de l'oncle Tom, Le, 1963.
- La Noire de..., 1966.
- L'homme au contrat, phim truyền hình, 1974.
- En lututre bord, 1978.
- West Indies,
- , 1979.
- Toto Bissainthe de Sarah Maldivesoror (5 mn - phim tài liệu), 1984.
- Hatian Corner, 1988.
- An Alé de Irène Lichtenstein (16mm - 70mn - phim tài liệu), 1990.
- L'homme sur les quais, 1993.